# 彭湃同志办公室
彭湃同志办公室，位于中国广东省揭阳市惠来县河林五福田村，为惠来县的一个县级文物保护单位，类型为近现代重要史迹及代表性建筑，公布时间为1979年4月。
彭湃同志办公室的历史年代为1928年。